# Nifurtimox
Nifurtimox là một loại thuốc được sử dụng để điều trị bệnh Chagas và bệnh ngủ. Nếu sử dụng để điều trị bệnh ngủ, chúng thường được sử dụng cùng với eflornithine để tạo thành công thức phối hợp nifurtimox-eflornithine. Nếu sử dụng để điều trị bệnh Chagas, đây là phương pháp thứ yếu sau benznidazole, tùy vào sự lựa chọn của bệnh nhân. Thuốc được đưa vào cơ thể qua đường miệng.
Các tác dụng phụ thường gặp bao gồm đau bụng, nhức đầu, buồn nôn và sụt  cân. Các nghiên cứu trên động vật cho thấy rằng thuốc có thể làm tăng nguy cơ ung thư, điều này dấy lên nhiều mỗi lo ngại nhưng những các kết quả tương tự không được tìm thấy trong các thử nghiệm trên người. Nifurtimox không được khuyến cáo sử dụng trong thai kỳ hoặc ở những người có vấn đề về thận hoặc gan đáng kể. Đây là một loại nitrofuran.
Nifurtimox được đưa vào sử dụng y tế từ năm 1965. [3] Nó nằm trong danh sách các thuốc thiết yếu của Tổ chức Y tế Thế giới, tức là nhóm các loại thuốc hiệu quả và an toàn nhất cần thiết trong một hệ thống y tế. Chúng không có sẵn ở Canada hoặc Hoa Kỳ. Tại Hoa Kỳ, thuốc có thể được lấy từ Trung tâm Kiểm soát Bệnh tật. Chúng có giá khoảng 20 USD cho một liệu trình điều trị tính đến năm 2013. Ở các vùng có dịch bệnh hoành hành trên thế giới, nifurtimox sẽ được cung cấp miễn phí bởi Tổ chức Y tế Thế giới.